# 이원범 (1882년)
이원범(李源範, 1882년 2월 5일 ~ 1961년 3월 7일)은 조선 말기 사람이며 일제강점기의 한의사, 정치인, 농업인, 지방의회 의원이었다. 1935년 ~ 1939년, 1939년 ~ 1943년, 1943년 ~ 1946년 제3대, 4대, 5대 양주군 진접면 면협의회 의원이었다. 자(字)는 석여(錫汝), 본관은 우계(羽溪)이다. 일본식 이름은 하타니 겐한(羽谷源範)이다. 경기도 양주 진접 출신.

## 생애
1882년(고종 19) 2월 5일 경기도 양주군 진벌면 금곡리에서 태어났으며, 할아버지는 녹현(祿顯)이고, 아버지는 윤선(胤善)이며, 어머니는 안동김씨(安東金氏)로 선공감 감역 김태근(金泰根)의 딸이다. 고려 강계원수 이의(李山+疑 또는 李草+疑)의 19대손이다. 부인은 이천인(利川徐氏) 서정인(徐貞姻)으로 원서(源西)의 딸이다. 혹은 가선대부 동지중추부사를 지낸 영철(永喆)의 딸이라는 설도 있다. 14년 연상의 친형 이원영(李源永)은 군인으로, 대한제국 고종 때 교관을 역임했다. 그의 초기 행적은 알려진 것이 없다.
1925년 양주군내 수해가 발생하자, 1925년 9월 20일 양주군내 지역유지들이 모여 장연철의 주도로 양주군수재회를 조직했다. 이때 이원영, 이원문, 이중선 등이 수해구제회에 참여했다. 당시 진접면의 이원영(李源永)은 수해성금 2원, 이원문(李源文), 이중선(李重善)은 각 1원을 기탁했다. 이원영은 그의 형이고, 이원문은 그의 6촌 형, 이중선은 그의 숙부였다.
1935년 5월 양주군 진접면 면협의원 후보로 출마했다. 그해 5월 30일 양주군 진접면 면협의회 의원에 당선되었다.
1939년 5월 14일에는 양주군 진접면 면협의원 후보자로 출마하지 않았다. 5월 14일의 입후보자 명단에는 없다. 1939년 5월 17일 양주군 진접면 면협의원 후보자로 출마했고 선거일은 그해 5월 20일이었다. 1939년 5월 21일 양주군 진접면 면협의회 의원으로 당선되었다. 5월 23일 진접면 면협의원에 최종 당선되었다.
1941년 우곡원범으로 창씨개명하였다. 창씨개명한 월일시는 알려지지 않았지만 1941년 당시 조선신문사에서 편찬한 창씨명감에 수록되었다.
1943년 진접면 면협의회의원 후보로 출마, 그해 6월 2일 진접면 면의원에 당선되었다. 이때는 일본식 이름인 하타니 겐한이라는 이름을 사용했다. 광복 후 1946년 3월 14일 미 군정이 포고령 60호를 내려 부군면협의회를 해산하면서 면협의원에서 해임되었다.
묘소는 경기도 양주군 진접면 금곡리 샘골(현, 경기도 남양주시 진접읍 금곡리 샘골) 자좌(子坐)에 안장되었으나, 후일 화장하여 이장하였다. 화장 및 이장 시점은 알려진 것이 없다. 샘골 자좌에 있던 그의 장남 이완근(李完根)의 묘 역시 화장되어 타지역으로 이장되었다.

## 가족 관계
- 부인 : 서정인(徐貞姻, 1884년 12월 7일 ~ 1962년 2월 27일), 이천인(利川人)
  - 아들 : 이완근(李完根, 1909년 8월 6일 ~ 1971년 6월 10일), 진접면의회 의원
  - 며느리 : 서정자(徐正子), 이천인(利川人), 서상집(徐商執)의 딸

## 기타
아들 이완근은 1956년 ~ 1960년 제2대 진접면 면의원이었다. 이완근은 1956년 8월 8일의 시읍면의회 선거에 양주군 진접면면의원으로 출마, 당선됐다.
1943년 3월 5일의 수원여자고등학교 합격자 명단에 羽谷炳順이 등장한다. 羽谷炳順은 그의 일족으로 추정되나 그와 정확히 몇촌간인지는 알 수 없다.

## 같이 보기
- 기초의회
- 진접면